# Valise
Pour les articles homonymes, voir valise (homonymie).

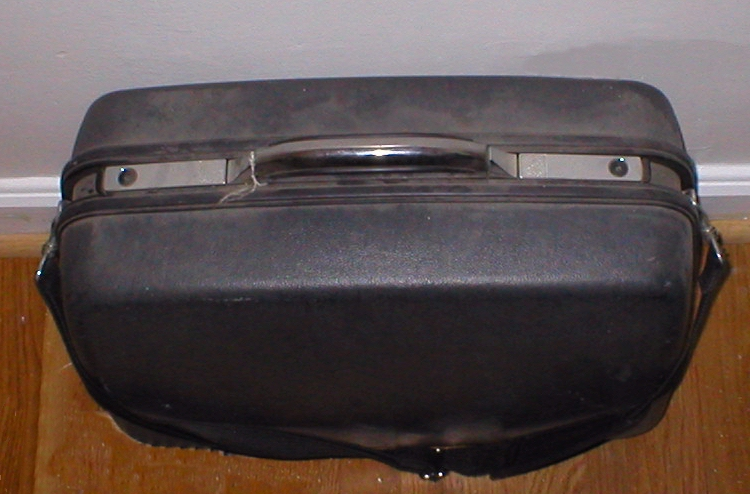
Une valise

Une valise est un type de bagage rigide de forme parallélépipédique aux coins le plus souvent arrondis pour ne pas blesser. Ses parois sont plus ou moins rigides, en plastique, en cuir ou en tissu enduit soutenu par une armature. Les valises ont été autrefois faites de bois, de cuir soutenu par deux lanières, de carton fort, de fibre vulcanisée, d'aluminium.    
Aujourd'hui, seules les valises réalisées par les maroquiniers de luxe ou malletiers sont en cuir. Celles en aluminium ont surtout un rôle de protection (appareils électroniques, outillage de précision, instrument de musique). Il existe aussi des valises en fibre de carbone, légères et très résistantes.  
Les technologies les plus avancées ont révolutionné les caractéristiques des valises. En comparaison avec les premières valises rigides en métal ou en carton qui présentaient l'inconvénient d'être lourdes (difficilement maniables) ou fragiles (peu protectrices), les valises récentes sont conçues en matériaux synthétiques ou en plastique moulé. De ce fait, ces bagages sont particulièrement résistants et légers.
Avec sa poignée sur le dessus facilitant son transport, une valise sert surtout à contenir des vêtements et autres effets personnels. Comportant une penture, elle s'ouvre comme une huître et possède le plus souvent une serrure. La plupart des valises modernes sont équipées de roulettes depuis 1972 et une poignée rétractable  appelée « traîneau » qui facilite leur déplacement sur les surfaces planes, tels les sols d'aéroport. Toutefois, l'utilisation de ce système n'a été généralisée qu'au milieu des années 1990. 
Les sociétés de transport aérien étiquettent les valises avant de les embarquer dans les avions. Depuis les attentats du 11 septembre 2001, pratiquement toutes ces sociétés inspectent de façon manuelle ou automatique les valises tout en appliquant des limitations de poids, de dimensions et de contenu. La fermeture peut être sécurisée par une clé, un cadenas extérieur ou un code chiffré. Certains modèles sont équipés d'un système TSA (Transportation Security Administration) permettant l'ouverture à l'aide d'une clé spéciale que possèdent les autorités américaines et canadiennes, habilitées à ouvrir les bagages sans la présence du propriétaire.
Une grande valise est une malle, la cantine est une malle en métal, une panière est une malle en osier.